# 谢尔盖·戈尔什科夫
谢尔盖·格奥尔基耶维奇·戈尔什科夫（Сергей Георгиевич Горшков，1910年2月26日—1988年5月13日），军事家，苏联海军元帅。曾任苏联海军总司令、国防部副部长等职务。

## 生平
- 1910年2月13日（格里历：2月26日）出生于波多利亚省卡缅涅茨-波多利斯基的一个教师家庭。幼年曾做过鞋匠学徒，1918年进入科洛姆纳一所中学就读。1926年毕业，进入列宁格勒大学理学院学习。
- 1927年夏，受前来探亲的朋友尼昂·安东诺夫（伏龙芝海军学校毕业生）影响加入苏联海军。
- 1927年10月-1931年，伏龙芝海军学校学习。戈尔什科夫最终以全校第四名的成绩毕业。
- 1931年-1932年3月，黑海舰队服役。期间：1931年11月-1932年3月，伏龙芝号驱逐舰值班军官。1931年12月-1932年3月，伏龙芝号驱逐舰领航员。
- 1932年3月-1939年6月，太平洋舰队服役。期间：1932年3月-1934年1月，托木斯克号布雷舰领航员。1934年1月-11月，太平洋舰队布雷扫雷舰支队领航员。1934年11月-1936年12月，暴风号护卫舰舰长。1936年3月获海军高级中尉军衔。1936年12月-1937年3月，海军驱逐舰舰长培训班学习。1937年3月-10月，Razyashchy号驱逐舰舰长。1937年10月-1938年5月，太平洋舰队驱逐舰支队参谋长。1938年5月-1939年6月，太平洋舰队驱逐舰支队长，参与苏日张鼓峰冲突。
- 1939年6月-1940年6月，黑海舰队驱逐舰支队长。
- 1940年6月-1941年10月，黑海舰队巡洋舰支队长。期间：1941年9月，他指挥首批登陆的增援部队在格里高里耶夫卡地域登陆，支援敖德萨守军成功进行反突击。
- 1941年10月-1942年8月，亚速海区舰队司令。他率部参与了顿巴斯-罗斯托夫防御战、刻赤-费奥多西亚登陆战和高加索战役。1942年加入联共（布）。
- 1942年8月-1943年1月，新罗西斯克防区副司令，参与新罗西斯克保卫战。期间：1942年11月-1943年1月，第47集团军代军长。戈尔什科夫是卫国战争期间唯一一位以海军身份担任陆军集团军军长的军官。
- 1943年1月-12月，亚速海区舰队司令。他指挥区舰队于敌军和后方多次进行战术登陆，成功支援了苏军北高加索方面军消灭德军塔曼集团的作战及南方面军第44集团军在黑海-亚速海方向上的进攻。1943年9月，他组织区舰队遣送登陆兵占领奥西片科（别尔江斯克）港。1943年11月-12月，他参加了刻赤-埃利季根登陆战役，运送部队在刻赤附近登陆并为刻赤桥头堡的苏军提供海上支援。
- 1943年12月，戈尔什科夫乘坐的汽车触雷爆炸。他本人脊椎受伤，在医院休养两个月。
- 1944年4月-12月，多瑙河区舰队司令，参加贝尔格莱德攻势和布达佩斯攻势。
- 1945年1月-1948年11月，黑海舰队分舰队司令，为雅尔塔会议的召开提供安全保障。
- 1948年11月-1951年8月，黑海舰队参谋长。
- 1951年8月-1955年7月，黑海舰队司令员。
- 1955年7月-1956年1月，苏联海军第一副司令。
- 1956年1月-1985年12月，苏联国防部副部长兼海军总司令。
- 1985年12月-1988年5月，苏联国防部总监察员。
- 1988年5月13日于莫斯科逝世，享年78岁。葬于新圣女公墓。

戈尔什科夫是苏共19-27大代表，第20-21届中央候补委员，第22-27届中央委员；第4-5，8-11届苏联最高苏维埃联盟院代表，第6-7届苏联最高苏维埃民族院代表。

## 军衔
- 中尉（1936年3月17日）
- 三级上尉（1937年）
- 二级上尉（1939年9月）
- 一级上尉（1940年）
- 少将（1941年9月16日）
- 中将（1944年9月25日）
- 上將（1953年8月3日）
- 海军元帅（1962年4月28日）
- 苏联海军元帅（1967年10月28日）

## 荣誉
苏联：
- 两次苏联英雄称号（1965，1982）
- 苏联国家奖（1980）
- 列宁奖（1985）

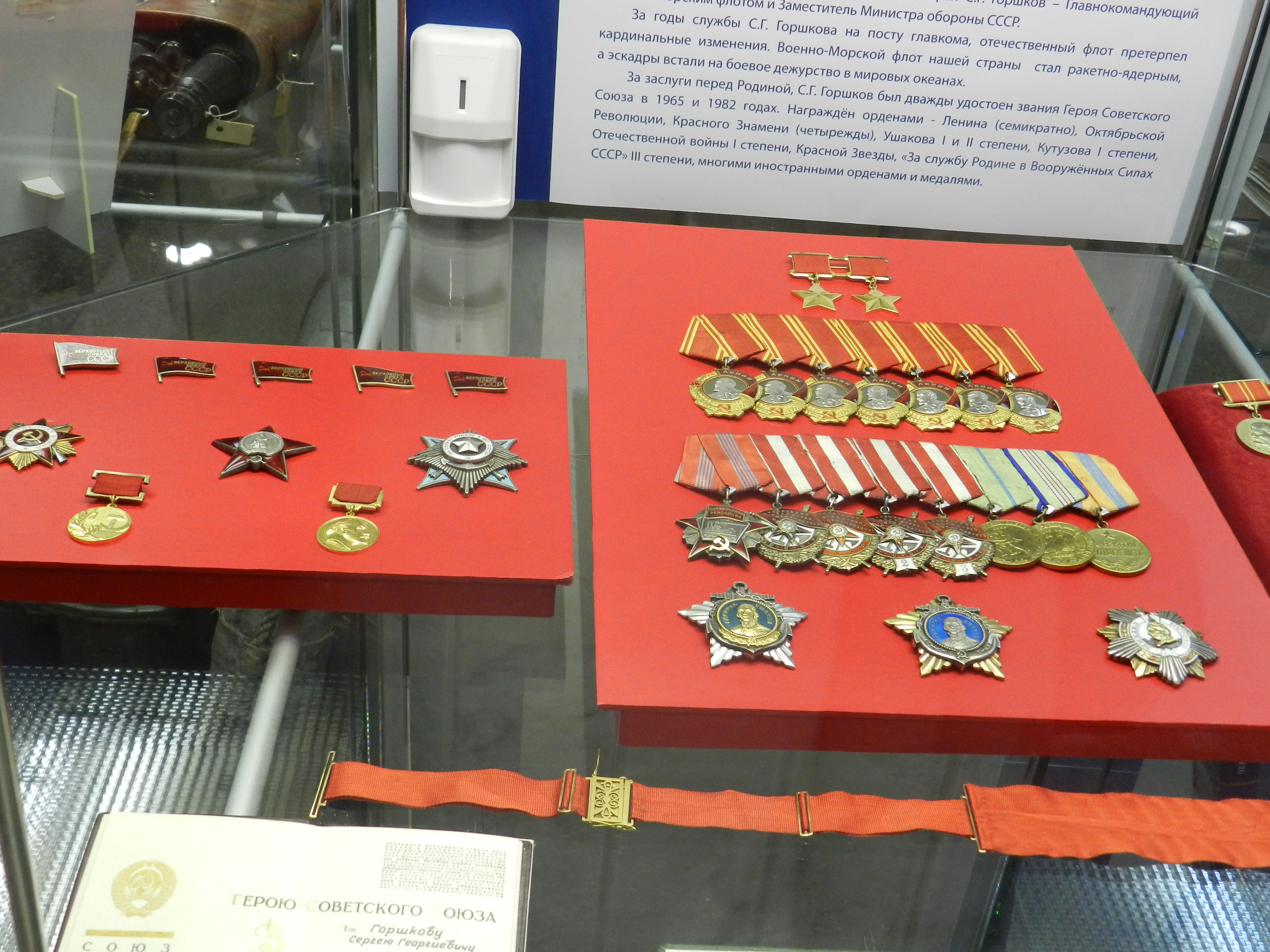
戈尔什科夫获得的苏联勋章（收藏于衛國戰爭中央博物館）

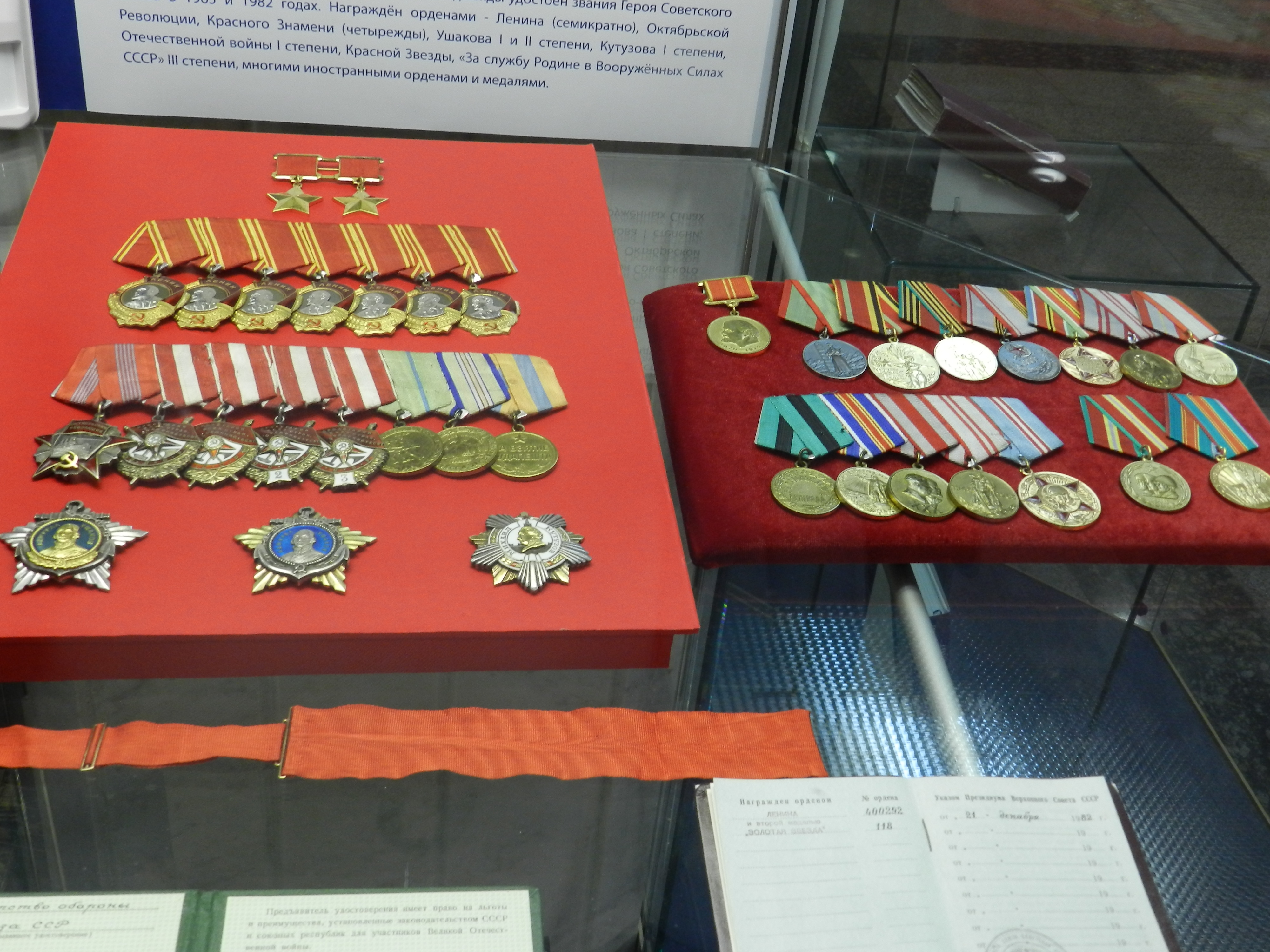
戈尔什科夫获得的苏联勋章

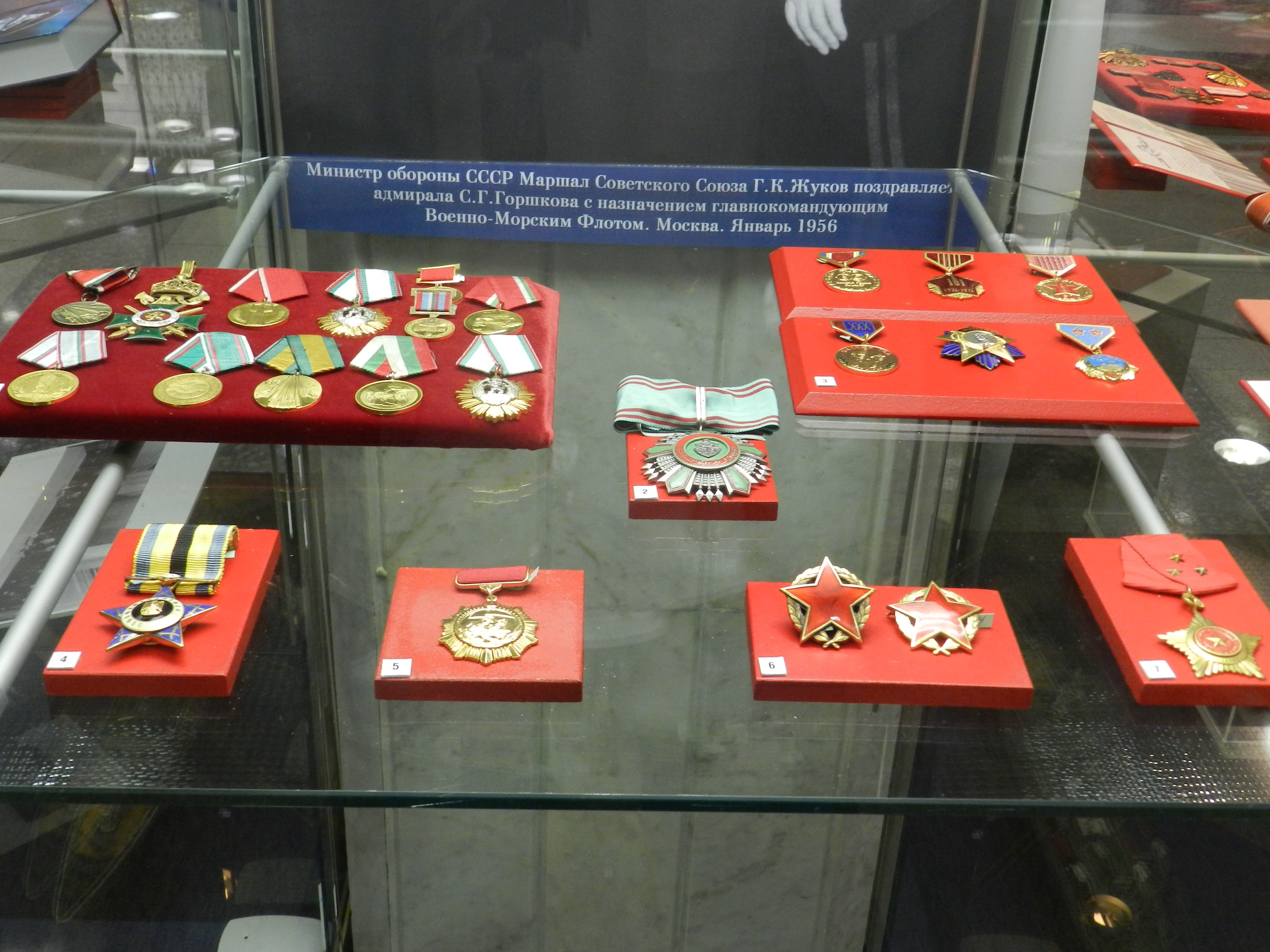
戈尔什科夫获得的国外勋章，正中央的一枚是突尼斯共和国勋章

- 七次列宁勋章（1953，1960，1963，1965，1970，1978，1982）
- 十月革命勋章（1968）
- 四次红旗勋章（1942，1943，1947，1959）
- 一级乌沙科夫勋章（1945）
- 二级乌沙科夫勋章（1944）
- 一级库图佐夫勋章（1943）
- 红星勋章（1944）
- 三级在苏联武装力量中为祖国服务勋章（1975）
- 纪念列宁诞辰一百周年奖章
- 保卫敖德萨奖章
- 保卫高加索奖章
- 1941-1945年伟大卫国战争战胜德国奖章
- 1941-1945年伟大卫国战争胜利二十周年奖章
- 1941-1945年伟大卫国战争胜利三十周年奖章
- 1941-1945年伟大卫国战争胜利四十周年奖章
- 攻克布达佩斯奖章
- 解放贝尔格莱德奖章
- 苏联武装力量老兵奖章
- 巩固战斗友谊奖章
- 苏维埃陆军海军三十周年奖章
- 苏联武装力量四十周年奖章
- 苏联武装力量五十周年奖章
- 苏联武装力量六十周年奖章
- 列宁格勒建城两百五十周年奖章
- 基辅建城一千五百周年奖章
- 塞瓦斯托波尔（1974）、海参崴（1985）、别尔江斯克（1974）、叶伊斯克、北德文斯克（1978）荣誉市民

蒙古人民共和国：
- 苏赫巴托尔勋章（1971）
- 蒙古人民军五十周年奖章
- 蒙古人民军六十周年奖章
- 哈拉哈河战役胜利三十周年奖章
- 哈拉哈河战役胜利四十周年奖章
- 战胜日本军国主义三十周年奖章

东德：
- 金级祖国功勋勋章（德语：Vaterländischer Verdienstorden）（1970）
- 沙恩霍斯特勋章（1980）
- 兄弟情谊金质奖章

波兰：
- 二级波兰复兴勋章（1968）
- 三级波兰复兴勋章（1978）
- 兄弟情谊勋章

南斯拉夫：
- 两次一级游击队之星勋章（1945,1965）

罗马尼亚：
- 保卫祖国勋章（1950）
- 三级罗马尼亚之星勋章（1950）
- 一级图多尔·弗拉基米雷斯库勋章（1969）

匈牙利：
- 一级功绩勋章（1965）
- 一级战斗奖章

保加利亚：
- 三次保加利亚人民共和国勋章（1970,1974,1985）
- 一级军功勋章（1945）
- 战胜纳粹德国三十周年奖章
- 独立一百周年奖章
- 格奥尔基·季米特洛夫诞辰100周年奖章

捷克斯洛伐克：
- 巩固军事友谊奖章

埃及：
- 一级军功勋章（1972）

北越：
- 一级军功勋章（1983）

印尼：
- 一级共和国之星勋章（1961）

南也门：
- 人民友谊勋章（1983）

秘鲁：
- 海军功勋勋章（1978）

突尼斯：
- 共和国勋章（1977）

## 著作
戈尔什科夫著有《海军学术的发展》、《战争年代与和平时期的海军》、《国家的海上威力》等著作。

## 紀念
蘇聯海軍的基輔級航空母艦的4號艦，以及俄罗斯海军的22350型护卫舰以其命名。

## 评价
戈尔什科夫是20世纪苏联海军史上很有成效的一任海军总司令。他是苏联军事领导人中在一个高级军事职务上唯一连续任职长达近30年的高级将领，历经赫鲁晓夫、勃列日涅夫、安德罗波夫、契尔年科四任苏共总书记时期。美国前海军部长小约翰·莱曼曾说：“关于“戈尔什科夫舰队”特别令人不安的是在广阔的大洋上，他们的单位正在到处提升能力，他们的潜艇更快了，更安静了并有了更好的感应和自卫能力。水面舰只带上了更好的雷达和导弹，飞机有了更久的寿命和更大载荷，而操纵这支苏联的平衡化海军的人更加训练有素和自信了。”在其执掌海军大权29年又11个月零2天的日子里，大力发展战略导弹潜艇和远程航空兵，同时均衡发展其他海军兵种，为苏联海军的壮大和发展作出了卓越的贡献。1962年古巴导弹危机大大刺激了苏联海军的发展，经过长达20年之久的不懈努力，在他领导下的海军终于由一支“要塞舰队”发展为一支“远洋导弹核海军”。
儘管如此，戈爾什科夫甚至是其前輩庫兹涅佐夫的根本目標: 讓蘇聯海軍徹底建成一支能與美國海軍完全抗衡的全球海上力量仍無法實現，尤其在至關重要的航空母艦建設上，戈爾什科夫不僅受制本國絕大部分海軍造船廠對航母建設經驗的嚴重缺乏，而且也受制蘇聯中央政治局的指導思想壓力， 加上過於着重水下核力量的偏執思維，使蘇聯艦載航空力量建設一直舉步維艱，直到80年代開始建造的庫茲涅佐夫級航空母艦才使蘇聯海軍艦載航空兵力量的建設上踏出了第一步，和在80年代末期開始加緊建造更先進的烏里揚諾夫斯克號航空母艦是戈爾什科夫對蘇聯海軍建設最終極的目標的最後嘗試，但當時蘇聯嚴重積弱的國家經濟，以及即將步入解體的現實問題來說，這種在戈爾什科夫已經逝世後才開始的遲來的建設，已永遠來不及了。
戈尔什科夫也是一位颇有建树的军事理论家和战略思想家：在他领导下苏联开始发展远洋进攻能力。在他的《战争年代与和平时期的海军》、《国家的海上威力》等作品中，阐述了他“积极进攻”的观点，对苏联海军军事学术理论的发展产生了重大影响，因此被誉为“现代苏联海军之父”。一艘航空母舰亦以他命名。他很喜欢一句格言：“要更好，不要够好（"Лучшее - враг хорошего"）”并把它挂在办公室墙上，这句话被《猎杀红色十月》引用过，也曾经被诺尔玛在1983年第三版《苏联海军指南》中引用。